# 台湾電力
台湾電力（たいわんでんりょく）
1. 第二次世界大戦までにあった株式会社。（#日本統治時代で記述）
2. 現在、台湾にある電力会社。（#第二次世界大戦後で記述）

## 日本統治時代
1919年（大正8年）4月の第7代台湾総督明石元二郎時、台湾島内での発電・送電を行う主体として台湾電力株式会社令により台湾電力株式会社が設立された。設立時の資本金は3000万円であった。従来官営だった台北、基隆、高雄、彰化等の電力事業の全部を1200万円と見積もって政府出資とし、残りの1800万円を民間出資として設立された。会社設立の目的は、日月潭と門牌潭に落差320m、発電量10万キロの水力発電所を建設し、台湾全土を電化することであった。当時の社長は松木幹一郎で、この功績から現在でも台湾電力の父と言われている。この日月潭水力発電所工事は1927年（昭和2年）、第1次世界大戦後の恐慌の影響を受け、工事費3600万円を投下したまま一旦中断した。1928年（昭和3年）、台湾電力株式会社をして台湾総督府の保護の下に外債を発行し、日月潭水力発電所工事を再開させる予算案が帝国議会を通過した。その結果1934年（昭和9年）に当時アジアでは最大規模となる日月潭第一発電所が完成し、台湾の工業化の基礎となる電力供給が実現した。発電所建設のための物資輸送を目的として、縦貫線二八水駅（現・二水駅）より工事作業地区までの鉄道を敷設し、これが現在の集集線に至る。その後増加する電力需要に対応するため、1935年（昭和10年）に日月潭第二発電所、1941年（昭和16年）には万大発電所の建設が開始されたが、太平洋戦争中のアメリカ軍の空襲により被害を受け工事が中断した。

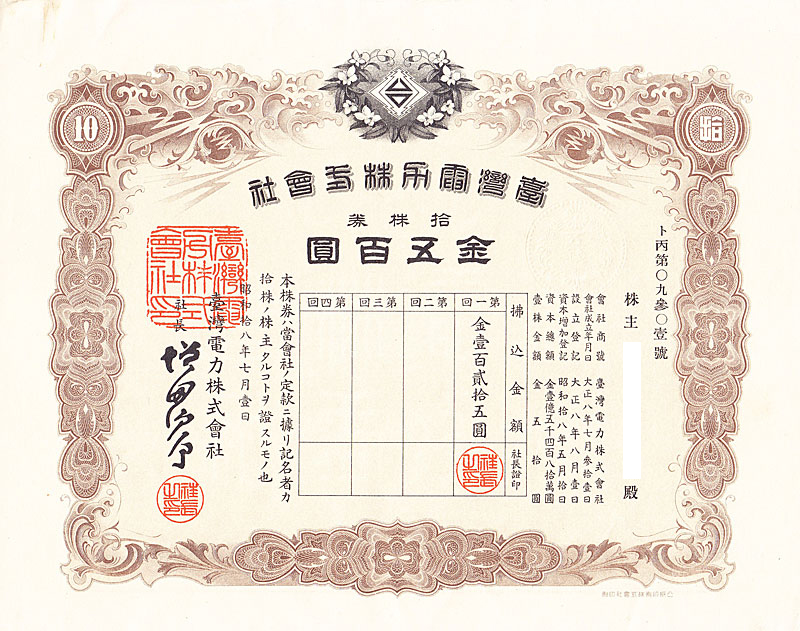
台湾電力株券（10株券、500円）1943年5月10日発行

## 第二次世界大戦後
台湾電力公司（通称:台電、Taipower）は台湾にある国内唯一の公営電力会社である。発電から送電、配電に至るまで全て一括して行う。

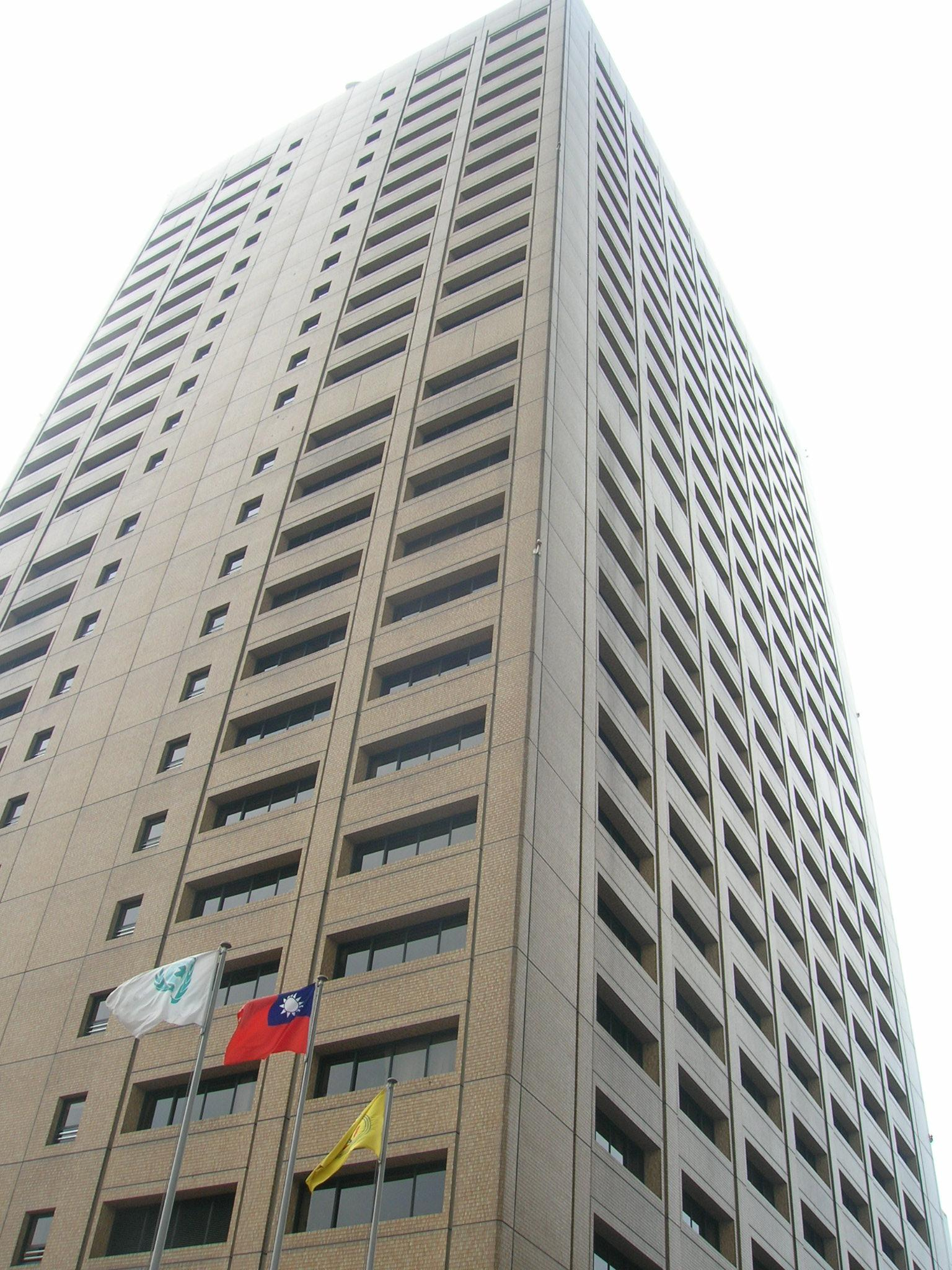
台湾電力公司本社（台電大楼）

1946年にそれまで日本統治下の台湾にあって電力を供給していた台灣電力を始めとした全電気事業者を接収し、政府資本によって新たに誕生した会社である。1977年に政府資本の株式会社制に組織変更。経済部の監督下にて事業を行っている。国営企業のため、新規事業や電気料金の改定を行うなどの場合は国会での審議を必要とする。
火力発電所11カ所、水力発電所11カ所、原子力発電所3カ所を擁し (2010年稼働を目指して第4の原子力発電所が準備に入っている)、その他を含め年間総発電量は2257億kW。そのうち79.9%が火力発電、天然ガス36%、再生可能エネルギーが5.1%、リサイクル資源利用が2.6%、水力発電によるものが1.5%の割合である（2016年）。